# Olace
Olace je jev v anorganické chemii, kdy ionty kovů vytváří ve vodných roztocích polymerní oxidy. Porozumění tomuto jevu je důležité pro popis tvorby aquakomplexů a oxidů kovů.
Při nízkých pH v roztocích řada kovů tvoří aquakomplexy, často se vzorcem [M(H2O)6]3+. S nárůstem pH se jedna z vazeb O-H ionizuje na hydroxokomplex, konjugovanou zásadu hexaaquakomplexu:
[M(H2O)6]3+ ⇌ [M(H2O)5OH]2+ + H+
Hydroxokomplex projde poté olací, vyvolávanou oddělením vody ze sousedního komplexu:
[M(H2O)5OH]2+ + [M(H2O)6]3+ ⇌ M(H2O)5(μ-OH)M(H2O)5}5+ + H2O
Hydroxidový ligand zde vytváří můstek mezi atomy kovu, označovaný symbolem μ.
U odpovídajícího iontu s nábojem 5+ jsou zbývající voda a hydroxoligandy silně kyselé a ionizace a kondenzace s růstem pH pokračuje. Tvorba oxodimeru se nazývá „oxolace“; označení olace a oxolace se ovšem někdy nerozlišují:
{[M(H2O)5]2(μ-OH)}5+ ⇌ {[M(H2O)5]2(μ-O)}4+ + H+
Nakonec vznikne oxid:
2 [M(H2O)6]3+ ⇌ M2O3 + 9 H2O + 6 H+
Olace a oxolace vytváří mnoho přírodních i syntetických nerostů, které jsou obvykle nerozpustnými polymery; některé z nich, nazývané polyoxometaláty, mají molekulární struktury.

## Olace při vyčiňování kůže
Olace má velký význam při vyčiňování kůže pomocí síranu chromitého. Tato sůl se rozpouští za vzniku hexaaquachromitých kationtů, [Cr(H2O)6]3+, a síranových aniontů, SO 2-
4 . [Cr(H2O)6]3+ funghuje jako kyselina, která vstupuje do následující reakce:
[Cr(H2O)6]3+ ⇌ [Cr(H2O)5OH]2+ + H+; Keq ~ 10−4 M
Vyšší pH tak upřednostňuje [Cr(H2O)5OH]2+. Tento hydroxokomplex může podstoupit olaci:
[Cr(H2O)6]3+ + [Cr(H2O)5OH]2+ → [(Cr(H2O)5)2(μ-OH)]5+ + H2O
2[Cr(H2O)5OH]2+ → [(Cr(H2O)4)2(μ-OH)2]4+ + 2 H2O
„Diol“, vzniklý při druhé reakci, převažuje a jeho tvorbu urychluje zvýšení teploty a pH. Rovnováha mezi teplotou a pH roztoku, společně s koncentrací Cr3+, dále podporuje polymerizaci [(Cr(H2O)4)2(μ-OH)2]4+. Hydroxid chromitý je poté schopný oxolace:
[(Cr(H2O)4)2(μ-OH)2]4+ → [(Cr(H2O)4)2(μ-O)2]2+ + 2 H+
Produkty oxolace jsou méně náchylné ke kyselému štěpení než hydroxymůstky. Vzniklé shluky jsou aktivními činidly při překřižování bílkovin, zodpovědném za výsledek procesu. Skutečná chemie [Cr(H2O)6]3+ při vyčiňování je složitější, protože je přítomen větší počet ligandů, například síranové anionty, karboxylové skupiny kolagenu, aminové skupiny v postranních řetězcích aminokyselin, a také „maskovací činidla“, což jsou karboxylové kyseliny, jako například kyselina octová, používané k omezení tvorby řetězců polychromitých iontů. Maskovací činidla umožňují další navýšení pH a zvýšení reaktivity kolagenu bez narušení pronikání chromitých komplexů. Vzniklé vazby mívají délky okolo 1,7 nm.